# Mulhacén
Le mont Mulhacén est le plus haut sommet de la péninsule Ibérique. Selon les sources il culmine à 3 479 m. Il se trouve dans la province de Grenade, dans le Sud-Est de l'Espagne et fait partie de la sierra Nevada, elle-même rattachée aux cordillères Bétiques.

## Toponymie
Son nom vient de Muley Hacén (espagnol), ou Mulay (titre honorifique donné en arabe correspondant à « seigneur ») Abû al-Hassan, l'avant-dernier roi de Grenade, au XVe siècle. La légende dit qu'il est enterré au sommet de cette montagne qui reçut son nom.

## Géographie

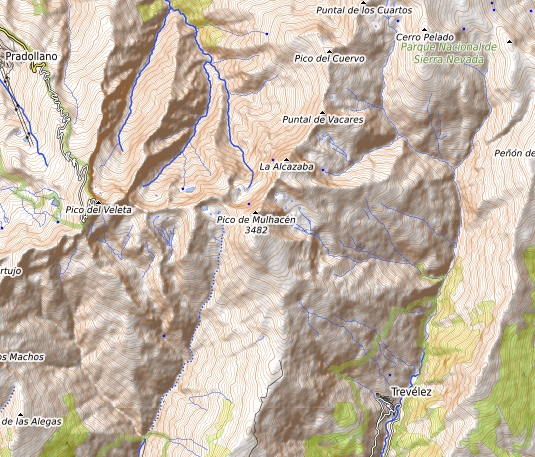
Carte topographique du Mulhacén.

Il est le troisième sommet de l'Europe de l'Ouest par sa hauteur de culminance, qui est de 3 285 m, après le mont Blanc (4 806 m d'altitude, 4 693 m de hauteur de culminance) et l'Etna (3 330 m d'altitude et de hauteur de culminance). Il s'agit de la montagne d'Europe la plus élevée en dehors des Alpes et du Caucase. Le point culminant du territoire espagnol est le volcan Teide (3 715 m), qui se trouve géographiquement sur les îles Canaries et donc en Afrique.
Il se trouve au tripoint des communes de Güejar-Sierra (comarque de Vega de Granada) au nord, de Trevélez à l'est et de Capileira au sud-ouest (comarque d'Alpujarra grenadine).

## Postérité
L'astéroïde (196640) Mulhacén porte son nom.